# 自分仕置令
自分仕置令（じぶんしおきれい）とは、元禄10年（1697年）6月に江戸幕府が定めた法令で、各藩の大名が独自に刑事罰（仕置）を与えられる範疇を定めたもの。

## 概説
江戸時代、大名や旗本は封建領主として自領内の裁判権や刑罰権を行使した。
元禄10年の自分仕置令はこのうち大名の裁判権や刑罰権について定めたものである。徳川家の旗本の裁判権や刑罰権には専決できない事項が多く大きな制限が加えられていたが、大名の裁判権や刑罰権は自分仕置令によって広範に認められていた。
主に
- 大名の領内・家中（家臣・領民）の範囲に留まる事件（「一領一家中かぎり」）については、謀叛・放火などの最も重い罪であっても、裁判・処罰権は大名が保持しており、その判断によって磔・火刑などの極刑を科すること（自分仕置）も許される。
- 他領の家臣・領民が加害者・被害者となった事件（「他領他支配引合」）については大名の裁判・刑罰権は認められず、必ず老中に届け出て幕府において裁判・処分を行うこと（事件の移管手続を「奉行所吟味願」と称する）。
- 大名の裁判・処罰（自分仕置）に関する規定を定める場合には、幕府の法令を基準とすること。
- 幕府の法令に準じて遠島に相当する刑罰を設定する場合、内陸地に存在して罪人を送る島が無い場合などには、永牢や親類預などによって代替すること。

などであった。
当時は生類憐れみの令が適用されていたために、同法の適用が各藩に求められていたが、同法廃止により公事方御定書によってこの規定は削除された。また、博奕の横行に対する対策として寛政6年（1794年）に「他領他支配引合」に相当する博奕事件については幕府への届出を免除してそれぞれの藩で自分仕置を認めた。

## 適用
原則として当事者の支配関係の認定は当事者の現在の居住地ではなく、どの領主の人別帳に登録されているかによる。また、他領出身者であっても欠落などによって人別帳から抹殺された「無宿人」に関しては、事件が発生した領内の領民とみなして自分仕置の対象とすることが認められていた。
裁判や科刑などの問題に疑義があるとき各藩が幕府に問い合わせることを挨拶といい、それらをまとめた問答書や問答集も発行された。
当時の諸藩から幕府への問い合わせの記録を見ると、自領の犯罪を犯した者を追跡して他領に入り込んでしまった場合や偶然他領内にて犯人に遭遇・確認した場合にはそのまま逮捕することは認められていたが、その際には事後でも現地の領主にその旨を連絡して、その後に自領に連行することになっていた。ただし、これは緊急性を要すると認められた場合に限定され、天領から大名領に犯人が逃亡した場合でも適用された。
元来自分仕置の範疇はそれぞれの藩の家格に準じるという慣習法があり、幕府の自分仕置令の公布もこうした慣習の打破の一環にあったにもかかわらず、実際には自分仕置に相当する重罪人の処分に対して幕府に伺いを立てる小藩や逆に自分仕置の対象でない罪人まで勝手に処分を行う大藩などが存在し続けた。また、幕府に届け出る手間を省くために「他領他支配引合」の場合に対象となる相手の所属する藩・領主と交渉を行って自分仕置を行う許可を得る事が行われ、幕府の訴訟業務の増大を危惧する幕府もこれを黙認した。また、幕府の法令に準じると言っても、形だけに留まり実際には幕府が認めないような残虐な刑が課されたりする藩も存在した。更に一部の藩では長吏などの非人役人を藩外に派遣して遠隔捜査を行い、現地の非人役人と連携して捜索・逮捕を行うことも行われた（勿論、現地の非人役人を統括する奉行などは事情を承知していたが、表沙汰になって「他領他支配引合」に発展するのを回避するために、最低限の連絡は取り合ったものの、あくまで非人役人の独自裁量という体裁を取った）。もっとも19世紀に入ると、幕府が非人役人の警察権を制約する方針を打ち出したことでこうした捜査も抑制されることになった。